# Третьяков, Андрей Фёдорович
Андре́й Фёдорович Третьяко́в (1905—1966) — советский государственный деятель. Депутат Верховного Совета РСФСР 2-го созыва.

## Биография
Родился 19 августа (1 сентября) 1905 года в селе Нижние Деревеньки Льговского уезда Курской губернии (ныне Льговского района Курской области).
В 1929 году окончил медицинский факультет Воронежского государственного университета. Кандидат медицинских наук (1958).
- 1917—1922 — работал в крестьянском хозяйстве отца.
- 1922—1924 — секретарь, председатель волостного крестьянского комитета; заместитель председателя Нижнедеревенского волисполкома Льговского уезда Курской губернии.
- 1924—1929 — студент Воронежского государственного университета.
- 1929—1930 — заведующий окружным здравотделом, Тамбов.
- 1930—1933 — заведующий Щигровским райздравотделом Центрально-Чернозёмной области.
- 1933—1934 — заведующий Курским городским здравотделом.
- 1934—1935 — заведующий Курским областным здравотделом.
- 1935—1939 — заведующий Калининским облздравотделом, одновременно с 1938 года главный врач больничного городка г. Калинин.
- 1939—1940 — начальник Главного управления курортов и санаториев Наркомата здравоохранения СССР.
- 1940—1946 — народный комиссар здравоохранения РСФСР.
- 1946—1948 — министр медицинской промышленности СССР.
- 1948—1953 — директор Центрального института курортологии Министерства здравоохранения СССР.
- 1953—1954 — министр здравоохранения СССР.
- 1954—1965 — начальник Управления врачебно-трудовой экспертизы Министерства социального обеспечения РСФСР.
- С сентября 1965 года персональный пенсионер союзного значения.

Умер в Москве 22 мая 1966 года на 61-м году жизни. Похоронен на Новодевичьем кладбище.

## Награды
- два ордена Ленина
- орден «Знак Почёта»